# Некрасовский сельсовет (Курская область)
Некра́совский сельсовет — муниципальное образование со статусом сельского поселения в Рыльском районе Курской области.
Административный центр — деревня Некрасово.

## История
Статус и границы сельсовета установлены Законом Курской области от 21 октября 2004 года № 48-ЗКО «О муниципальных образованиях Курской области».
Законом Курской области от 26 апреля 2010 года № 26-ЗКО в состав сельсовета включены населённые пункты упразднённых Артюшковского и Большенизовцевского сельсоветов.

## Население
| 2002  | 2010  | 2012  | 2013  | 2014  | 2015  | 2016  |
| ----- | ----- | ----- | ----- | ----- | ----- | ----- |
| 1071  | ↗1392 | ↘1287 | ↘1204 | ↘1195 | ↘1146 | ↘1115 |
| 2017  | 2018  | 2019  | 2020  | 2021  |       |       |
| ↘1091 | ↘1050 | ↘1048 | ↘1025 | ↗1064 |       |       |

## Состав сельского поселения
| №  | Населённый пункт | Тип населённого пункта          | Население |
| -- | ---------------- | ------------------------------- | --------- |
| 1  | Арсенов          | хутор                           | ↗1        |
| 2  | Артюшково        | село                            | ↘81       |
| 3  | Большенизовцево  | село                            | ↘200      |
| 4  | Волобуево        | село                            | ↘29       |
| 5  | Ишутино          | деревня                         | ↘85       |
| 6  | Луговка          | деревня                         | ↘3        |
| 7  | Малонизовцево    | деревня                         | ↘53       |
| 8  | Моршнево         | деревня                         | ↘2        |
| 9  | Некрасово        | деревня, административный центр | ↘239      |
| 10 | Поповка          | деревня                         | ↘8        |
| 11 | Романово         | деревня                         | ↘35       |
| 12 | Семеново         | деревня                         | ↘321      |
| 13 | Слободка         | деревня                         | ↘49       |
| 14 | Сухая            | деревня                         | ↘245      |
| 15 | Тимохино         | деревня                         | ↘22       |
| 16 | Шапошниково      | деревня                         | ↘19       |